# Klaas Veenhof
Klaas Roelof Veenhof (Groninga, 9 de novembro de 1935 – 28 de julho de 2023) foi um assiriólogo neerlandês e professor da Universidade de Leiden. Ele se especializou no período babilônico antigo e nas colônias comerciais assírias antigas, como Canés.